# Amber Valley
Amber Valley är ett distrikt (motsvarande kommun) i grevskapet Derbyshire i England, Storbritannien. Distriktet har 126 944 invånare (2022). Distriktet grundades 1974 och har hämtat sitt namn från floden Amber, som löper genom området.
Större orter är Alfreton, Belper, Heanor, Ripley och Somercotes. Till de mindre orter hör bland annat Codnor, Crich, Denby, Duffield, Heage, Holbrook, Horsley, Kedleston, Kilburn, Mackworth, Quarndon och Swanwick.
Amber Valley, förutom orten Riddings, består av 35  civil parishes för visst lokalt självstyre.